# Viaggio alla fine del millennio
Viaggio alla fine del millennio (titolo originale: Masah El Tom Ha-Elef) è un romanzo scritto da Abraham B. Yehoshua, pubblicato nel 1997.

## Trama
Allo scoccare dell'Anno Mille, il ricco commerciante ebreo Ben-Atar, originario di Tangeri, è costretto a mettersi in viaggio con le proprie due mogli, dalle assolate coste marocchine verso la piovosa ed oscura Europa. Lo scopo del suo viaggio è affrontare la disapprovazione della Nuova Moglie del suo nipote ed ex-socio d'affari Abulafia, esiliato dalla sua città natale alcuni anni prima, il quale è stato costretto a rompere ogni legame con lo zio proprio a causa della sua bigamia. Per aiutare Ben-Atar, nella sua impresa lo accompagnano il rabbino Elbaz, originario di Siviglia, che, con le sue scaltre parole e citazioni bibliche, dovrebbe convincere la Nuova Moglie a cambiare il proprio giudizio, ed il socio d'affari musulmano Abu-Lufti, anch'esso di Tangeri, città dove musulmani ed ebrei vivono nel rispetto reciproco, nella pace e nella prosperità.
Quello che si delinea, quindi, è un "incontro-scontro" tra due codici di comportamento, due realtà, due espressioni dell'ebraismo, accomunate dallo Spirito dei Padri e dalle preghiere comuni rivolte allo stesso Signore, ma divise e incomprensibili l'una all'altra, a causa di una diaspora che da quasi mille anni le ha divise. I viaggiatori meridionali, con i loro splendidi abiti ricamati, portano i profumi del deserto e delle spezie nelle fangose valli della Senna e del Reno, dove abitano i loro fratelli ashkenaziti dagli occhi cerulei, circondati dai Cristiani che all'approssimarsi dell'Anno Mille sprofondano sempre più nel fanatismo religioso. Nord e Sud si intrecciano nei sapori, negli odori, e si osservano, sia con disprezzo e ostilità, sia con stupore e curiosità, ritrovando punti di contatto inattesi, nonostante l'austerità degli ebrei renani, che non intendono cedere di fronte alla solare sensualità delle coste africane.
| Controllo di autorità | VIAF (EN) 312360474 · J9U (EN, HE) 987007602036205171 |